# جووانی زوچی
جووانی زوچی (انگلیسی: Giovanni Zucchi; ۱۴ اوت ۱۹۳۱ – ۱۹ ژانویهٔ ۲۰۲۱) قایقران روئینگ اهل ایتالیا بود.
وی در مسابقات کشوری و بین‌المللی در مجموع برندهٔ ۵ مدال طلا، ۱ مدال نقره، ۲ مدال برنز شده‌است.